# 和平演変
和平演変（わへいえんぺん）とは、中華人民共和国において、いわゆる平和的手段によってソ連や東ヨーロッパのように社会主義体制を崩壊させることを指す。
元来はアメリカ合衆国の外交官・国際関係学者ジョージ・ケナンが冷戦期に提案した政治的プログラムであり、「政治的宣伝」・「経済的支援」・「文化的交流」の3つの手段を用いて社会主義国の民主化を促し、ひいては体制を変革しようという発想に基づいている。
六四天安門事件以降、“中国指導部は、資本主義国家群やそれと連なる反共団体等が、中国国内外の反体制勢力の支援や資本投下、情報頒布といった手段によってこの「和平演変」を企てていると考えている”旨の報道・指摘が中国国外でしばしばなされている。
その後、改革開放が進むにつれ、この議論はひそめたが2018年以後に米中対立などが深刻になるにつれ、民主主義や議会政治などによって中国の政治を破壊しようとしているという議論は再び盛り返している。また、2019年-2020年香港民主化デモはアメリカにより起きたなどの陰謀論が言われるようになっている。